# Silvia Ceccon
Silvia Ceccon (Thiene, 12 gennaio 1983) è una modella italiana, incoronata Miss Universo Italia 2003.

## Biografia
Il concorso si è tenuto il 28 giugno 2002, in diretta su Canale 5 e presentato da Enrico Papi. La Ceccon ha ricevuto il premio dalle mani di Ivana Trump, Clarissa Burt e Oksana Fëdorova, Miss Universo in carica. Grazie a questo riconoscimento, la Ceccon ha avuto la possibilità di rappresentare l'Italia a Miss Universo 2003, che si è tenuto a Panama a giugno 2003, dove però la modella non è riuscita ad entrare nella rosa delle quindici finaliste del concorso di bellezza. Silvia ceccon è stata anche la prima Miss No-smoking, testimonial delle campagne contro il tabagismo.
Nel 2007 è tra le "sondaggine" di Colorado Revolution. In seguito, Silvia Ceccon ha intrapreso la carriera di modella professionista, comparendo saltuariamente in alcune trasmissioni televisive. Ha infatti sfilato per Renato Balestra, Fendi, Calvin Klein, Alviero Martini, Lorenzo Riva, Rocco Barocco, Angelo Marani, Egon von Fürstenberg, Missoni, Extè ed altri, ed è comparsa in trasmissioni come Quelli che il calcio, Verissimo, L'Italia sul 2, Veline e Donne allo specchio.